# 고즈역 (가나가와현)
고즈역(일본어: 国府津駅, こうづえき)은 일본 가나가와현 오다와라시에 있는 동일본 여객철도 및 도카이 여객철도의 철도역이다. 역은 동일본 여객철도에서 관리한다.
쇼난 라이너 계통 열차들이 정차한다. (홈 라이너 오다와라는 전부 정차, 나머지 종별은 일부 열차 통과)

## 이용 가능한 철도 노선
- 동일본 여객철도
  - 도카이도선
- 도카이 여객철도
  - 고텐바선

## 역 구조
단식 승강장 1면 1선과 섬식 승강장 2면 4선, 총 3면 5선을 갖춘 지상역이다. 단식 승강장 근처에 세워진 역사는 4층 짜리 콘크리트 건물이다. 승강장 사이는 지하도 및 과선교로 연결되어 있으며, 기본적으로 1 · 2 · 4 · 5번선이 도카이도선, 2 · 3번선이 고텐바선 사용 승강장이다.

### 승강장
| 1 · 2 | ■ 도카이도선                                           | 오다와라 · 아타미 · 이토 방면                     |
| 2 · 3 | ■ 고텐바선                                             | 마쓰다 · 고텐바 · 누마즈 방면                     |
| 4 · 5 | ■ 도카이도선 ■ 쇼난 신주쿠 라인 (다카사키선 직결/북행) | 히라쓰카 · 요코하마 · 도쿄 · 신주쿠 · 오미야 방면 |

## 승차량 변동
| 연도   | 1일 평균 승차 인원 |
| ------ | ------------------ |
| 1998년 | 7,500              |
| 1999년 | 7,298              |
| 2000년 | 6,998              |
| 2001년 | 6,820              |
| 2002년 | 6,702              |
| 2003년 | 6,527              |
| 2004년 | 6,492              |
| 2005년 | 6,464              |
| 2006년 | 6,571              |
| 2007년 | 6,634              |
| 2008년 | 6,575              |
| 2009년 | 6,489              |

## 역사
- 1887년 7월 11일 - 구 요코하마역 ~ 고즈역 구간 개통에 따라 개업했다.
- 1889년 2월 1일 - 고즈역 ~ 고텐바역 ~ 시즈오카역 구간이 도카이도 본선의 일부로서 개업했다.
- 1920년 10월 21일 - 아타미선 고즈역 ~ 오다와라역 구간이 개통되었다.
- 1925년 12월 13일 - 요코하마역 ~ 고즈역 구간이 전철화되었다.
- 1934년 12월 1일 - 단나 터널의 완성에 따라 아타미역 ~ 누마즈역 구간이 복선 전철 형태로 개업하여, 이 구간과 아타미선이 도카이도 본선이 되었으며, 고텐바 방면 경로는 고텐바선이 되었다.
- 1970년 5월 20일 - 세이쇼 화물역에 화물 취급 기능을 이관했다.
- 1987년 4월 1일 - 민영화에 따라 동일본 여객철도의 소속이 되었다.
- 2001년 11월 18일 - 스이카의 사용이 개시되었다.

## 인접역
| 동일본 여객철도 도카이도 본선           | 동일본 여객철도 도카이도 본선                          | 동일본 여객철도 도카이도 본선      |
| --------------------------------------- | ------------------------------------------------------ | ---------------------------------- |
| JT 11 히라쓰카 구로이소 · 다카사키 방면 | 도카이도선 통근쾌속 · 쾌속 · 쇼난 신주쿠 라인 특별쾌속 | JT 16 오다와라 아타미 방면         |
| JT 13 니노미야 구로이소 · 다카사키 방면 | 도카이도선 보통 · 쇼난 신주쿠 라인 쾌속                | JT 15 가모노미야 아타미 방면       |
| 도카이 여객철도 고텐바선                |                                                        |                                    |
| 시·종착역                               | 고텐바선                                               | CB01 시모소가 고텐바 · 누마즈 방면 |